# Francesc Bonafè Barceló
Francesc Bonafè Barceló (Biniamar, Selva, 1908- 1994). Fou un capellà, botànic, poeta i folklorista mallorquí. És conegut per la seva obra Flora de Mallorca, de 1600 pàgines i 4 volums, publicada entre els anys 1977 i 1980 per l'Editorial Moll.